# Daniele Archibugi
Daniele Archibugi (Roma, 17 luglio 1958) è un economista, filosofo e scrittore italiano, studioso dell'economia e delle politiche dell'innovazione e della teoria politica delle relazioni internazionali.  Nell'ambito della teoria politica, ha sviluppato l'idea di una democrazia cosmopolita. Ha anche lavorato su diversi aspetti della globalizzazione, e in particolare sulla globalizzazione dell'innovazione e del cambiamento tecnologico. Nell'ambito della narrativa, ha pubblicato un resoconto sulla anomala scomparsa di Federico Caffè e un romanzo ambientato nel Settecento i cui protagonisti sono Immanuel Kant e Giacomo Casanova.

## Biografia
Dopo una non assidua frequentazione del Liceo Sperimentale della Bufalotta, si è laureato con lode alla Facoltà di Economia e Commercio dell'Università di Roma "La Sapienza", ed ebbe come Relatore Federico Caffè. Alla peculiare scomparsa del suo mentore, ha dedicato un libro che è una narrazione della vicenda nonché una ricostruzione del personaggio. 
Ha completato i suoi studi con tirocini presso la Commissione Europea a Bruxelles e l'Organizzazione per la Cooperazione e lo Sviluppo Economico a Parigi.
Ha conseguito il dottorato di ricerca presso lo Science Policy Research Unit dell'Università del Sussex, dove ha lavorato con Christopher Freeman e Keith Pavitt. Ha insegnato presso le Università del Sussex, Napoli Parthenope, Roma La Sapienza, Roma Luiss, Cambridge, Universidad Complutense de Madrid, London School of Economics and Political Science e Harvard. Ha anche tenuto corsi presso università asiatiche quali la Ritsumeikan University di Kyoto e la SWEFE University di Chengdu. E' stato Visiting Professor presso numerose università tra le quali l'University of California at Santa Barbara, l'Universidad de Buenos Aires e l'Università Autonoma di Madrid.
Nel 2006 è stato nominato Professore Onorario presso l'Università del Sussex e nel 2016 Membro d'Onore del  Réseaux de Recherche sur l'Innovation.
Dopo una lunga carriera presso il Consiglio Nazionale delle Ricerche a Roma, è approdato alla Universitas Mercatorum di Roma. E' Professore di Innovation, Governance and Public Policy presso l'Università di Londra, Birkbeck College. È anche membro del Board of Directors della Venice International University.

## Narrativa
Oltre che alla saggistica, Archibugi si è anche dedicato alla narrativa. Il suo primo esordio ha avuto come oggetto la vicenda del suo amico e Maestro Federico Caffè. Per quanto sia una ricostruzione storica, il resoconto ricalca la forma del romanzo di formazione. La sua seconda prova è un romanzo ambientato nel Settecento, nel quale si immagina un incontro tra Immanuel Kant e Giacomo Casanova che lascia una traccia profonda in entrambi. Questa opera è dedicata a Franco Voltaggio, suo mentore nelle materie filosofiche.

## La democrazia cosmopolita
Il progetto della democrazia cosmopolita o cosmopolitica si interroga sulla possibilità di applicare alcune norme e valori della democrazia anche nelle relazioni internazionali. La necessità deriva dal fatto che la globalizzazione economica e sociale ha reso gli Stati sempre più vulnerabili e che decisioni importanti per loro sono prese al di fuori dal processo democratico. La soluzione proposta dalla democrazia cosmopolita è sviluppare istituzioni sovra-statali che siano capaci di affrontare democraticamente problemi comuni quali l'ambiente, la sicurezza, le migrazioni, il commercio estero e i flussi finanziari. La democrazia cosmopolita guarda con fiducia alle organizzazioni internazionali, e desidera rafforzare al loro interno il controllo dei cittadini, cui va dato un peso politico parallelo e autonomo rispetto a quello che già hanno i loro governi. A livello politico, Archibugi ha sostenuto la limitazione del potere di veto nel Consiglio di sicurezza delle Nazioni Unite e una più ampia partecipazione della società civile alle strategie politiche mondiali..
Contestualmente, al fine di rafforzare un potere legislativo globale, ha sostenuto la formazione di un'Assemblea Parlamentare Mondiale. Ha invece ritenuto insoddisfacenti e anti-democratici i vertici inter-governativi quali il G7, G8 e G20. Ha anche preso posizione contro l'idea di una Lega delle democrazie sostenendo che una riforma democratica delle Nazioni Unite riuscirebbe assai meglio a soddisfare le medesime istanze. A seguito della crisi della COVID-19, ha sostenuto la necessità di aumentare le competenze e le risorse delle organizzazioni internazionali, quali l'Organizzazione Mondiale della Sanità, per dare una risposta efficace alle emergenze.

## Giustizia globale

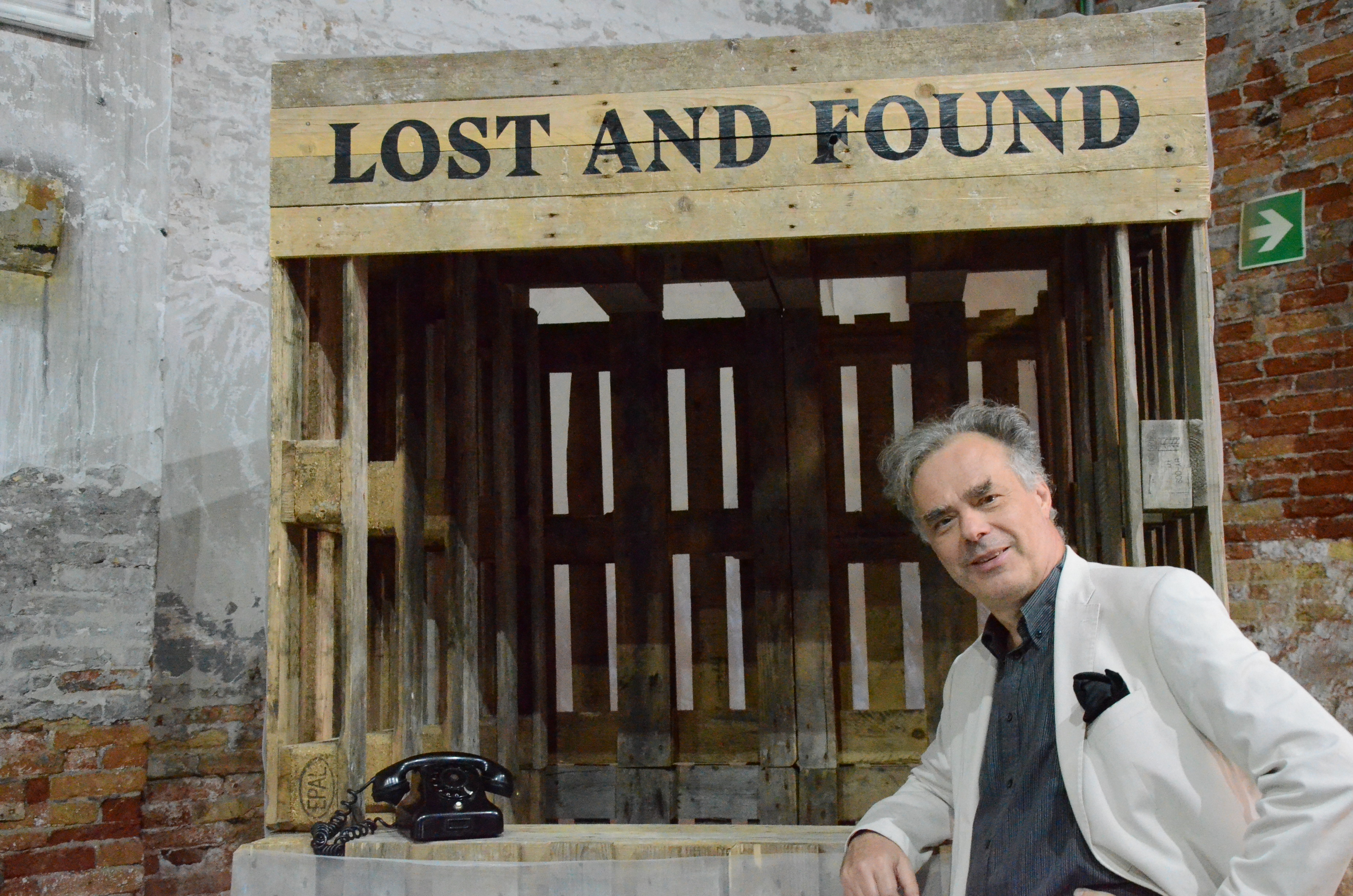
Daniele Archibugi, Biennale di Venezia, 2022

Fautore della responsabilità individuale dei governanti nel caso di crimini internazionali, Archibugi ha anche attivamente sostenuto, sin dalla caduta del muro di Berlino, la creazione di una Corte penale internazionale, collaborando sia con i giuristi della Commissione del diritto internazionale delle Nazioni Unite sia con il governo italiano. Nel corso degli anni, la sua posizione è diventata sempre più scettica per l'incapacità dei tribunali internazionali di incriminare i più forti. Ha, quindi, preso posizione a favore di altri strumenti quasi-giudiziari come le Commissioni per la verità e la riconciliazione e i Tribunali d'opinione.
Per quanto riguarda i crimini di guerra commessi in Ucraina, in occasione del XX anniversario della istituzione della Corte penale internazionale, Archibugi ha sostenuto all'Aja la necessità di procedere a indagini indipendenti, notando tuttavia l'assurdità di voler processare i singoli responsabili di crimini di guerra senza avviare alcun procedimento penale dei confronti di chi ha iniziato il crimine della guerra. Ciò richiede un delicato equilibrio tra l'uso degli strumenti diplomatici e quelli del diritto internazionale.

## Globalizzazione della tecnologia
Archibugi ha proposto una tassonomia della globalizzazione della tecnologia che distingue fra tre meccanismi di trasmissione della conoscenza: sfruttamento internazionale delle innovazioni, generazione globale delle innovazioni e collaborazioni globali nella scienza e nella tecnologia.
Come presidente di un gruppo di esperti dello Spazio di Ricerca Europeo della Commissione europea dedicato alla collaborazione internazionale nella scienza e nella tecnologia, Archibugi ha indicato che il declino demografico dell'Europa, combinato con la scarsa vocazione delle nuove generazioni per le scienze, genererà una drastica carenza di lavoratori qualificati in meno di una generazione. Questo metterà in pericolo il livello di benessere della popolazione europea in aree cruciali come la ricerca medica, le tecnologie dell'informazione e le industrie ad alta tecnologia. Ha così sostenuto di rivedere radicalmente la politica dell'immigrazione europea in maniera di accogliere e formare in un decennio almeno due milioni di studenti dai paesi emergenti e in via di sviluppo, qualificandoli in discipline quali le scienze e l'ingegneria.

## Economia della ricostruzione dopo le crisi economiche
Da studioso dei cicli economici, Archibugi ha combinato la prospettiva keynesiana derivata dai suoi mentori Federico Caffè, Hyman Minsky e Nicholas Kaldor con quella schumpeteriana derivata da Christopher Freeman e dallo Science Policy Research Unit dell'Università del Sussex. Combinando le due prospettive, Archibugi ha sostenuto che per uscire da una crisi, un paese deve investire nei settori emergenti e che, in assenza di spirito imprenditoriale del settore privato, il settore pubblico deve avere la capacità manageriale di sfruttare le opportunità scientifiche e tecnologiche, anche a salvaguardia dei beni pubblici.

## Formazione delle risorse umane per la società della conoscenza
Come studioso dell'economia e della politica per la scienza, Archibugi ha evidenziato un paradosso italiano: da una parte, le istituzioni continuano a generare talenti appetibili, dall'altra non riescono a offrire adeguate possibilità di reclutamento e di progressione di carriera. L'effetto è che nazioni che investono di più in Ricerca & Sviluppo, si appropriano di una parte rilevante delle risorse umane generate internamente, dando adito al fenomeno della fuga dei cervelli. Per combattere questo decennale problema, è non solo necessario aumentare le risorse destinate alla scienza e alla tecnologia, ma anche avviare un reclutamento programmato di lungo periodo nelle università e gli enti pubblici di ricerca e fornire adeguati incentivi all'innovazione industriale. Archibugi ha anche promosso corsi di formazione per aspiranti studiosi, raccogliendo i propri suggerimenti in un volume, L'apprendista stregone, che non lesina critiche sarcastiche al modus operandi della comunità accademica.

## Relazioni familiari
Nipote del violinista Corrado Archibugi, figlio del pianificatore Franco Archibugi e della poetessa Muzi Epifani, ha numerosi fratelli e sorelle, tra cui il drammaturgo Luca, la regista Francesca e il politologo Mathias Koenig-Archibugi, con il quale frequentemente collabora nei suoi studi.
I fratelli maggiori del nonno di suo nonno furono Francesco e Alessandro Archibugi, volontari del Battaglione universitario della Sapienza e morti nella difesa della Repubblica Romana (1849).
Il suo prozio era lo storico d'arte Ennio Francia, canonico di San Pietro e fondatore della Messa degli Artisti a Piazza del Popolo, presso la Basilica di Santa Maria in Montesanto.

## Opere
Nell'ambito della narrativa, ha pubblicato i seguenti volumi:
- Maestro delle mie brame. Alla ricerca di Federico Caffè., (Fazi Editore, 2022). ISBN 9791259673374
- La notte brava di Kant e Casanova., (Neri Pozza, 2024). ISBN 9788854530072

Nell'ambito degli studi sull'organizzazione internazionale, ha pubblicato i seguenti volumi:
- (co-curatore con Tommaso Visone e Franco Voltaggio), Filosofi per la pace, (Editori Riuniti, 1991, 1999 e 2025);
- (curatore),  Cosmopolis. È possibile una democrazia sovranazionale?., (Manifestolibri, 1993);
- (co-curatore con David Held),  Cosmopolitan Democracy. An Agenda for a New World Order., (Polity Press, 1995);
- Il futuro delle Nazioni Unite. (Edizioni Lavoro, 1995);
- (coautore con David Beetham),  Diritti umani e democrazia cosmopolitica., (Feltrinelli, 1998);
- (co-curatore con David Held e Martin Koehler),  Re-imagining Political Community. Studies in Cosmopolitan Democracy., (Polity Press, 1998).
- (curatore),  Debating Cosmopolitics., (Verso, 2003).
- The Global Commonwealth of Citizens. Toward Cosmopolitan Democracy., (Princeton University Press, 2008) ISBN 978-0-691-13490-1
- Cittadini del mondo. Verso una democrazia cosmopolitica., (Il Saggiatore, 2009) ISBN 9788842814986
- (co-curatore con Guido Montani),  European Democracy and Cosmopolitan Democracy., (The Altiero Spinelli Institute for Federalist Studies, 2011) ISBN 978-88-89495-05-6
- (co-curatore con Mathias Koenig-Archibugi e Raffaele Marchetti),  Global Democracy: Normative and Empirical Perspectives., (Cambridge University Press, 2011) ISBN 978-0-521-17498-5
- (co-autore con Alice Pease),  Delitto e castigo nella società globale. Crimini e processi internazionali., (Castelvecchi, 2017) ISBN 978-88-3282-106-2
- (co-curatore con Ali Emre Benli),  Claiming Citizenship Rights in Europe. Emerging Challenges and Political Agents. (Routledge, 2018) ISBN 978-1-138-03673-4
- (co-autore con Alice Pease),  Crime and Global Justice: The Dynamics of International Punishment, su amazon.co.uk., (Polity Press, 2018) ISBN 978-1509512621

Nell'ambito degli studi economici, ha pubblicato i seguenti volumi:
- (co-curatore con Enrico Santarelli),  Cambiamento tecnologico e sviluppo industriale., (Franco Angeli, 1990);
- (coautore con Mario Pianta),  The Technological Specialization of Advanced Countries., prefazione di Jacques Delors, (Kluwer, 1992);
- (co-curatore con Gianfranco Imperatori),  Economia globale e innovazione., (Donzelli, 1997);
- (co-curatore con Jonathan Michie),  Technology, Globalisation and Economic Performance., prefazione di Richard Nelson (Cambridge University Press, 1997);
- (co-curatore con Jonathan Michie),  Trade, Growth and Technical Change, prefazione di Nathan Rosenberg., (Cambridge University Press, 1998);
- (co-curatore con Jonathan Michie),  Innovation Policy in a Global Economy., prefazione di Christopher Freeman, (Cambridge University Press, 1999);
- (coautore con Giuseppe Ciccarone, Mauro Marè, Bernardo Pizzetti e Flaminia Violati),  Il triangolo dei servizi pubblici., (Marsilio, 2000);
- (co-curatore con Bengt-Aake Lundvall),  The Globalising Learning Economy., (Oxford University Press, 2001).
- (co-curatore con Andrea Filippetti),  Innovation and Economic Crises. Lessons and Prospects from the Economic Downturn., (Routledge, 2011). ISBN 978-0-415-60228-0
- (co-curatore con Andrea Filippetti),  The Handbook of Global Science, Technology and Innovation. (Wiley, 2015). ISBN 978-1-118-73906-8. Per una presentazione del libro, vedi  The Handbook of Global Science, Technology and Innovation.;
- (co-curatore con Fabrizio Tuzi),  Relazione sulla ricerca e l'innovazione in Italia. Analisi e dati di politica della scienza e della tecnologia (PDF), su dsu.cnr.it (archiviato dall'url originale il 18 febbraio 2022)., prima edizione (CNR Edizioni, 2018). ISBN 978-88-8080-269-3
- (co-curatore con Fabrizio Tuzi),  Relazione sulla ricerca e l'innovazione in Italia. Analisi e dati di politica della scienza e della tecnologia., seconda edizione (CNR Edizioni, 2019). ISBN 978-88-8080-356-0
- (co-curatore con Emanuela Reale e Fabrizio Tuzi),  Relazione sulla ricerca e l'innovazione in Italia. Analisi e dati di politica della scienza e della tecnologia., terza edizione (CNR Edizioni, 2021). ISBN 978-88-8080-229-7
- L'apprendista stregone. Consigli, trucchi e sortilegi per aspiranti studiosi., (Luiss University Press, 2022). ISBN 978-88-6105-733-3
- (co-curatore con Emanuela Reale e Fabrizio Tuzi),  Relazione sulla ricerca e l'innovazione in Italia. Analisi e dati di politica della scienza e della tecnologia (PDF)., quarta edizione (CNR Edizioni, 2023). ISBN 978-88-8080-579-3